# Verkiezingen in de Verenigde Staten 2025
Op 4 november 2025 worden er verkiezingen gehouden in de Verenigde Staten voor verschillende overheden. 2025 is een off year waarin er geen presidentsverkiezingen plaatsvinden (die vonden plaats in 2024). Wel zijn er verkiezingen voor gouverneurs en parlementen van verschillende staten, met name in New Jersey en Virginia, en voor burgemeesters en andere lokale ambten. Waar er zetels zijn vrijgekomen in het Amerikaans Congres, worden er ook bijzondere verkiezingen gehouden.